# Alessandro Gherardini
Alessandro Gherardini (* 16. November 1655 in Florenz; † 3. April 1726 in Livorno) war ein italienischer Maler.

## Leben
Gherardinis war ein Sohn des Domenico Gherardini und dessen Frau Lisabetta Socci. Er war ein Schüler von Alessandro Rosi (um 1627–um 1707) und soll ein Konkurrent des Malers Anton Domenico Gabbiani gewesen sein. Mit ca. zwanzig Jahren besuchte er die Zeichnerschule Accademia del disegno, danach zog er nach Pontremoli um. 1682 verließ er Pontremoli und verweilte an mehreren Orten Norditaliens. Nach dem Tod des Vaters kehrte er 1687 nach Florenz zurück.
Er war vor allem von Paolo Veronese sowie Luca Giordano beeinflusst. Sein Hauptwerk war das Ausgestalten von Gebäuden (Kirchen und Paläste in Florenz, später auch Gebäude für den Augustiner- und Zisterzienserorden). Später arbeitete im Ausland, zum Beispiel in den Schlössern von Schleißheim, Bamberg und Aschaffenburg.
Gherardinis breites Themenspektrum umfasste mythologische, biblische und allegorische Themen. Er fertigte zahlreiche Fresken für Kirchen seiner Vaterstadt, war aber auch in Pisa, Pistoja, Vallombrosa aktiv. Mit seinem Schüler Vincenzo Baccherelli (17. Juni 1672–29. Dezember 1745) war er in Livorno tätig. Ein weiterer seiner Schüler war Sebastiano Galeotti (um 1676–1746).

## Werke (Auswahl)

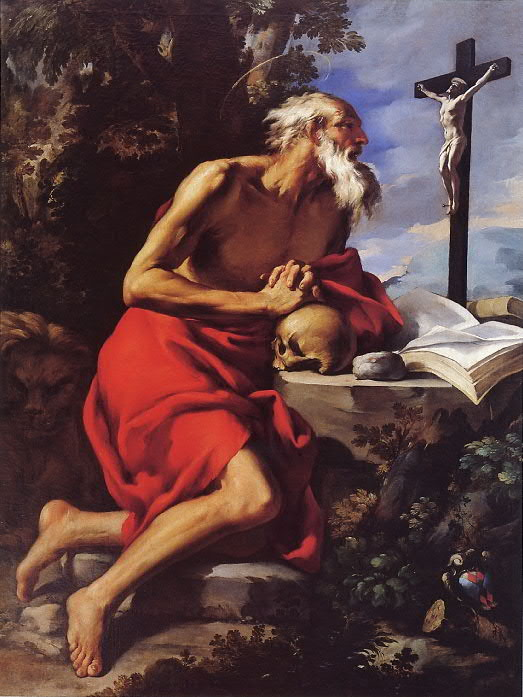
San Girolamo penitente

- Lucignano: Assunzione della Vergine (Chiesa della Misericordia, Leinwandgemälde, 1699 entstanden).[5]
- Pistoia: Trinità con la Madonna in gloria e Santi (Chiesa di Santa Maria degli Angeli, Fresko, um 1709/1712)[6]
- Prato: Assunzione della Vergine (Chiesa di San Niccolò, 1697 entstanden).[2]
- Geburt Maria in S. Frediano Florenz
- Deckenmalereien in Livorno (nach 1711)